# Dubbelkelk
Dubbelkelk (Picris echioides, synoniem: Helminthotheca echioides) of Dubbelkruid is een eenjarige plant, die behoort tot de composietenfamilie (Asteraceae). De soort staat op de Nederlandse Rode lijst van planten als een soort die in Nederland vrij zeldzaam en stabiel of toegenomen is. De plant komt van nature voor in Europa, Zuidwest-Azië en Noord-Afrika en is van daaruit verspreid naar Noord-Amerika. Het aantal chromosomen is 2n = 10.

## Kenmerken
De plant wordt 30-90 cm hoog. De vertakte stengel is stekelig behaard. De onderste, gesteelde bladeren zijn eirond-langwerpig en de bladrand is bochtig getand. De bovenste bladeren zijn min of meer stengelomvattend en lang-lancetvormig met een getande bladrand. Op de bladeren zitten witte, behaarde bultjes. Een gedeelte van de haren heeft weerhaakjes.
De plant bloeit vanaf juli tot in september. De bloeiwijze is een 2-2,5 cm groot hoofdje met alleen goudgele lintbloemen. De randstandige lintbloemen zijn vaak aan de buitenkant met een purperachtige kleur overtrokken. De buitenste, rechtopstaande, 3-5 omwindselbladeren zijn bijna bladachtig, breed driehoekig-eirond met een iets hartvormige voet en de binnenste omwindselbladen lijnvormig. De hoofdjes staan in een schermvormige tros.
De vrucht is een lang gesnaveld nootje met vruchtpluis. De buitenste nootjes zijn bleek en gekromd, de anderen zijn bruin en recht.

## Voorkomen
Dubbelkelk komt voor op zonnige en warme, vochtige, stikstofrijke, kalkhoudende klei-, zavel- en zandgrond. De plant groeit in ruige graslanden, op open plekken in bermen en dijken, op omgewerkte grond, ruigten, stortterreinen, graanvelden en langs beken.
- a=haar, b=binnenste omwindselblad, c=buitenste omwindselblad (Flora Batava)

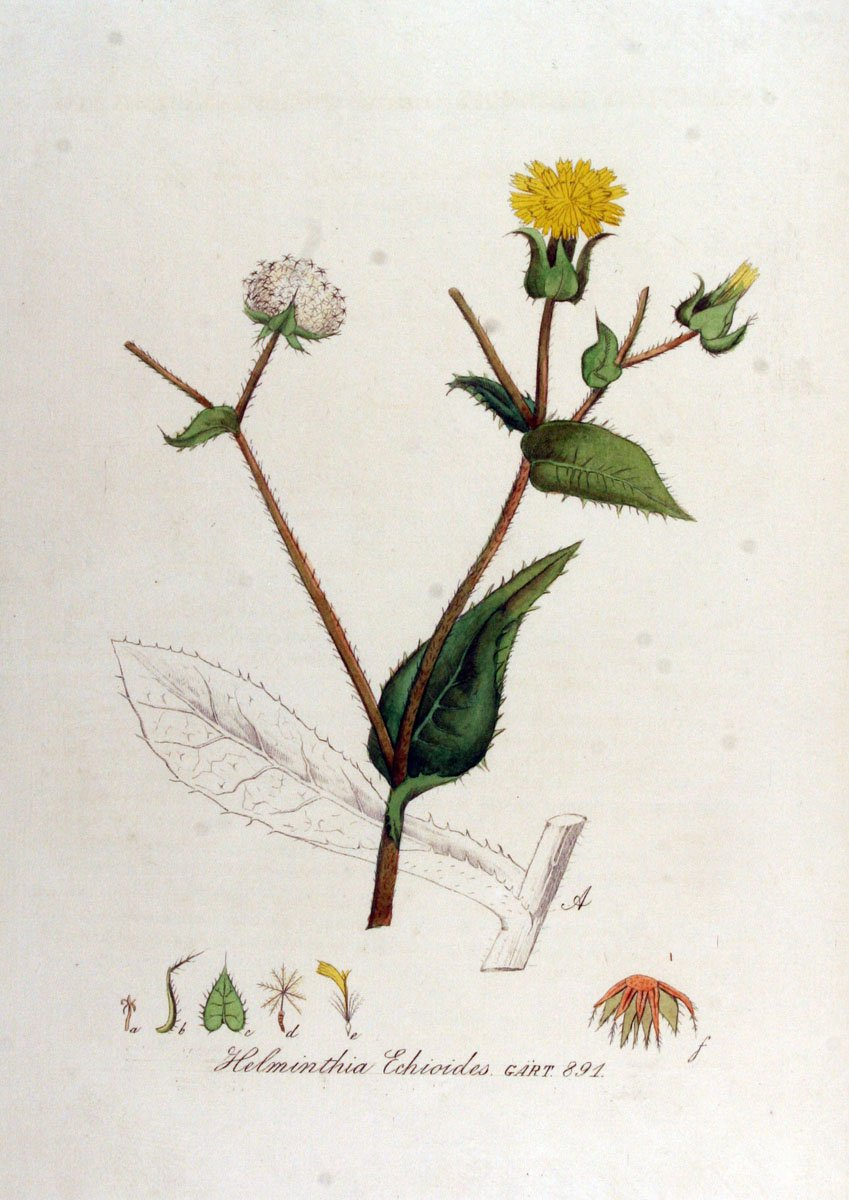
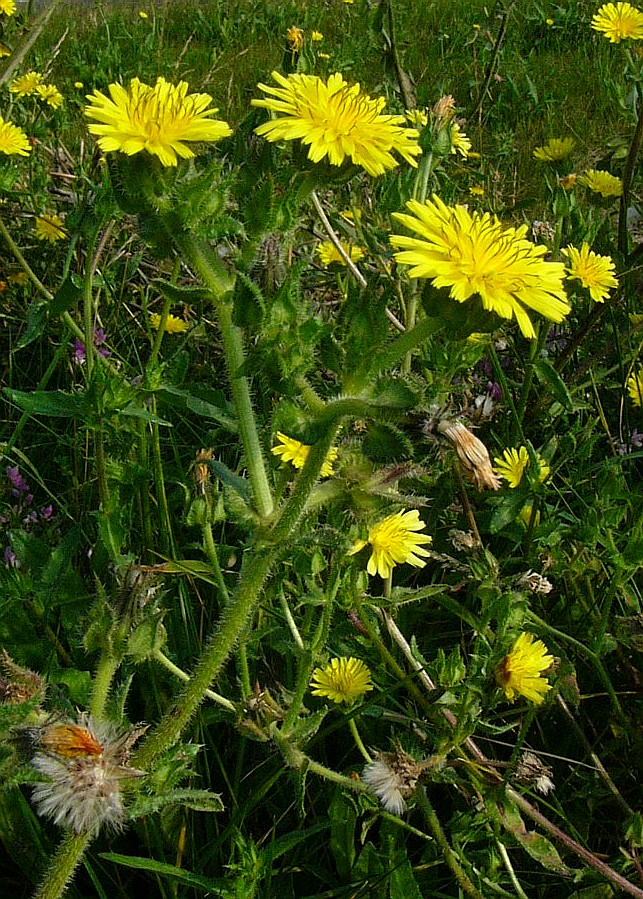
Bloeiwijze
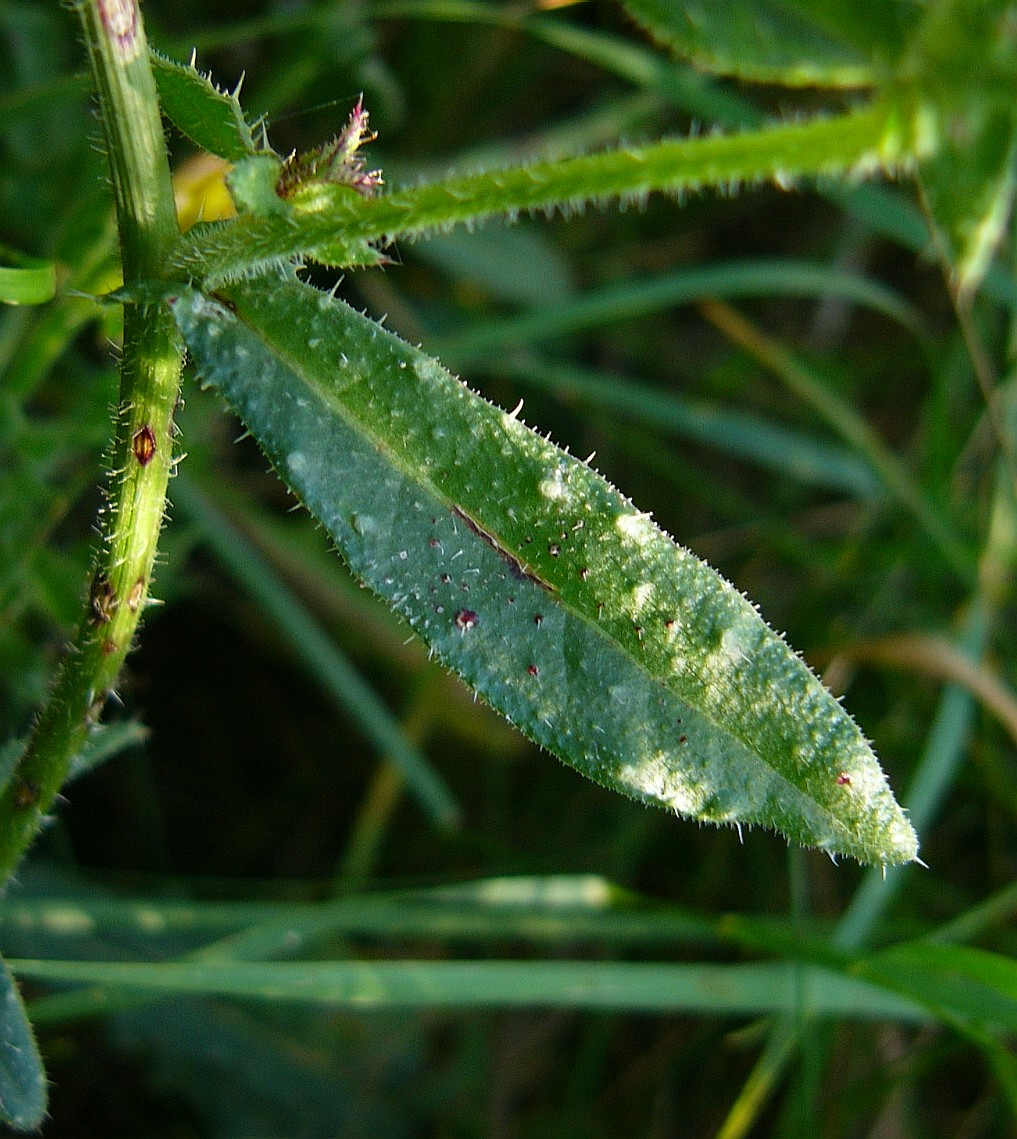
Blad
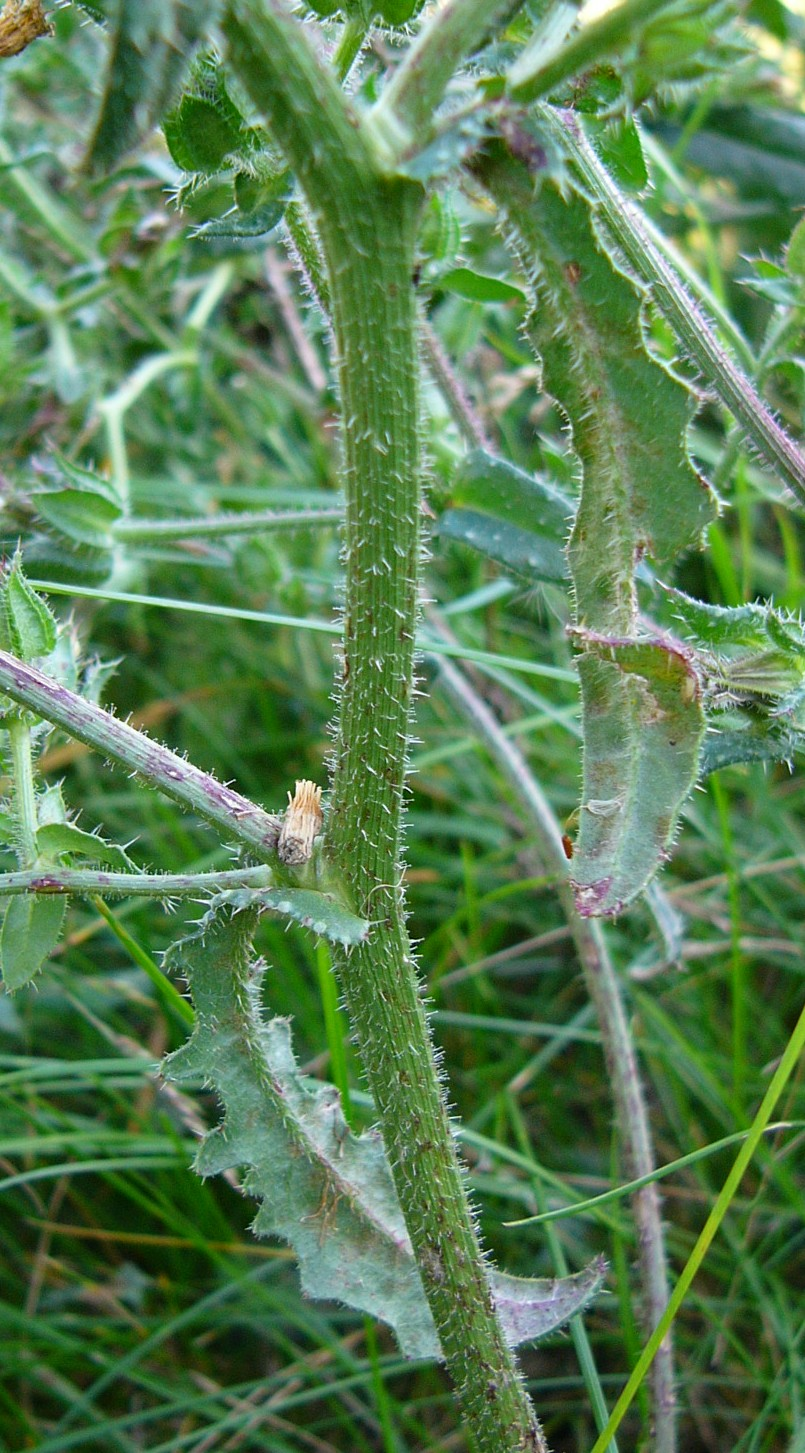
Stengel
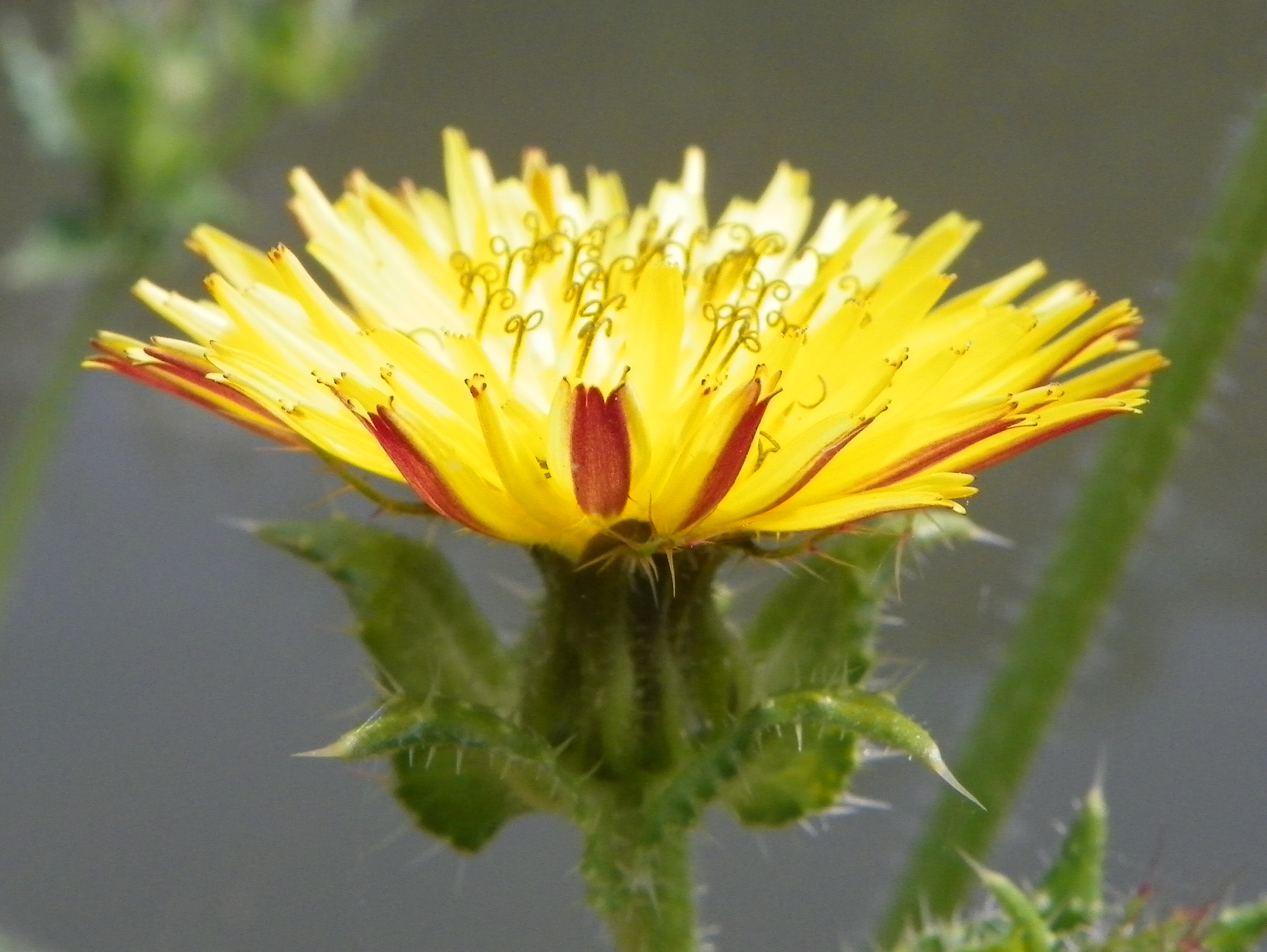
Hoofdje
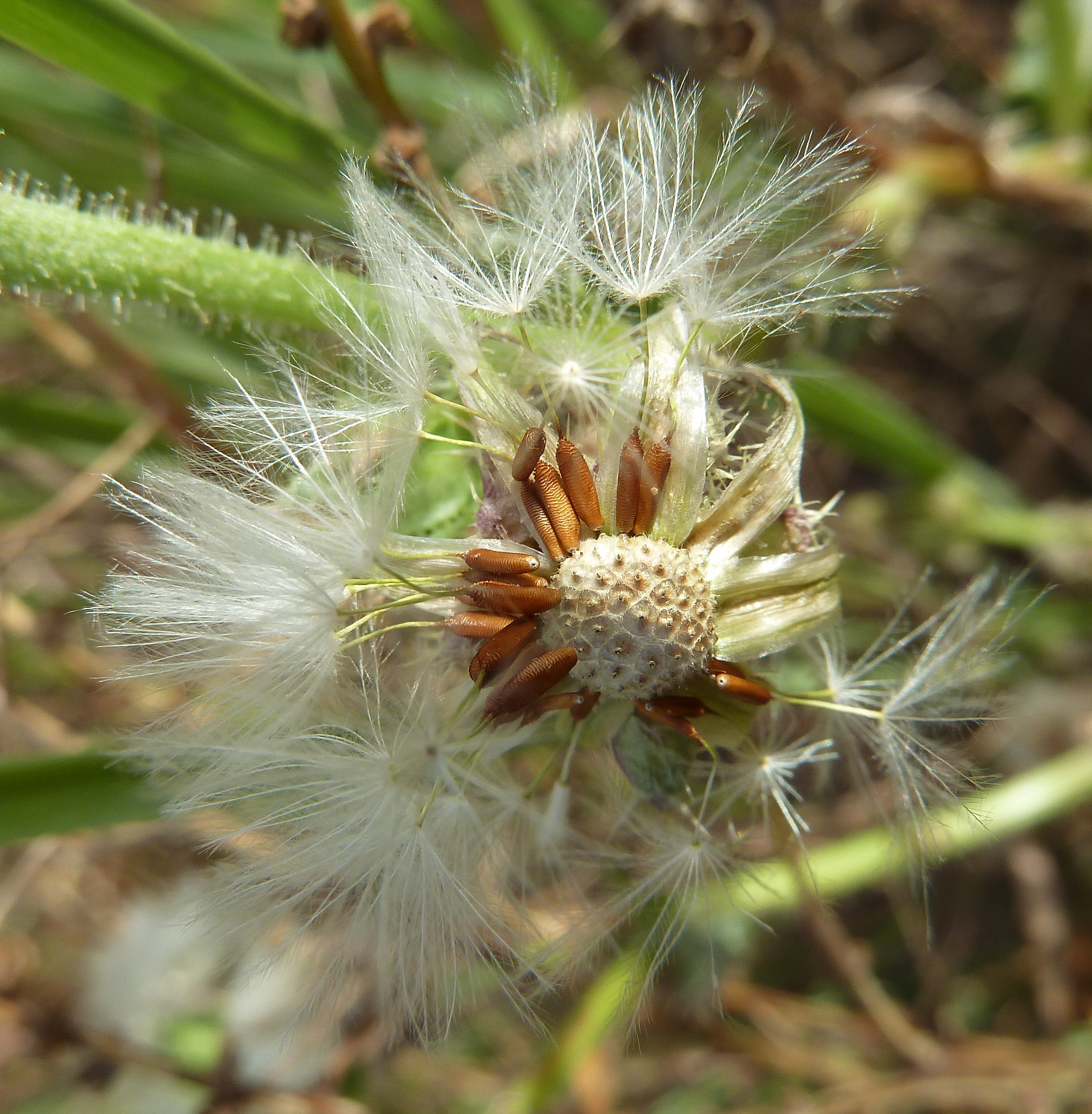
Vruchten